# Grand Prix Pino Cerami 2014
De 48e editie van de wielerwedstrijd GP Cerami werd gehouden op 12 april 2014. De start was in Saint-Ghislain, de finish in Frameries. De wedstrijd maakte deel uit van de UCI Europe Tour 2014, in de categorie 1.1. De winnaar van 2013 was de Belg Jonas Van Genechten. Dit jaar werd hij tweede, achter de Italiaan Alessandro Petacchi.

## Deelnemende ploegen
| WorldTour               | ProContinentaal             | Continentaal                   |
| ----------------------- | --------------------------- | ------------------------------ |
| Lotto-Belisol           | Topsport Vlaanderen-Baloise | 3M                             |
| Omega Pharma-Quick-Step | Wanty-Groupe Gobert         | Color Code-Biowanze            |
|                         | Androni Giocattoli          | T.Palm-Pôle Continental Wallon |
|                         | Bardiani CSF                | Vastgoedservice Golden Palace  |
|                         | Neri Sottoli                | Veranclassic-Doltcini          |
|                         | MTN-Qhubeka                 | Vérandas Willems               |
|                         | RusVelo                     | Wallonie-Bruxelles             |
|                         |                             | An Post-Chainreaction          |
|                         |                             | Area Zero                      |
|                         |                             | BigMat-Auber 93                |
|                         |                             | Differdange-Losch              |
|                         |                             | Rabobank DT                    |
|                         |                             | Roubaix Lille Métropole        |

## Verloop
Na heel wat aanvalsgolven kon het peloton zich na 50 kilometer toch vinden in een vlucht van twee Italianen. Angelo Pagani en Giorgio Cecchinel gingen op zoek naar eeuwige roem.
Het peloton riep het duo op ongeveer 20 kilometer van het einde tot de orde en maakte zich klaar voor de sprint. Een groep van 13, met onder meer Jérôme Baugnies, probeerde nog roet in het eten te gooien, maar tegen de sprintersploegen viel niets te beginnen.
Omega Pharma-Quick-Step rolde de rode loper uit voor Alessandro Petacchi, hij was in de sprint sneller dan Jonas Van Genechten, de winnaar van vorig jaar.

## Uitslag
| Plaats  | Naam                | Ploeg                       | Tijd     |
| ------- | ------------------- | --------------------------- | -------- |
| Winnaar | Alessandro Petacchi | Omega Pharma-Quick-Step     | 4u42'44" |
| 2       | Jonas Van Genechten | Lotto-Belisol               | z.t.     |
| 3       | Daniele Colli       | Neri Sottoli                | z.t.     |
| 4       | Tom Van Asbroeck    | Topsport Vlaanderen-Baloise | z.t.     |
| 5       | Sonny Colbrelli     | Bardiani CSF                | z.t.     |
| 6       | Antoine Demoitié    | Wallonie-Bruxelles          | z.t.     |
| 7       | Danilo Napolitano   | Wanty-Groupe Gobert         | z.t.     |
| 8       | Joeri Stallaert     | Veranclassic-Doltcini       | z.t.     |
| 9       | Rudy Barbier        | Roubaix Lille Métropole     | z.t.     |
| 10      | Kristian Sbaragli   | MTN-Qhubeka                 | z.t.     |
| 11      | Maxime Vantomme     | Roubaix Lille Métropole     | z.t.     |
| 12      | Michael Van Staeyen | Topsport Vlaanderen-Baloise | z.t.     |
| 13      | Kenny van Hummel    | Androni Giocattoli          | z.t.     |
| 14      | Ivan Balykin        | RusVelo                     | z.t.     |
| 15      | Andrea Pasqualon    | Area Zero                   | z.t.     |
| 16      | Jelle Mannaerts     | Vérandas Willems            | z.t.     |
| 17      | Jaap de Man         | 3M                          | z.t.     |
| 18      | Bert-Jan Lindeman   | Rabobank DT                 | z.t.     |
| 19      | Emiel Vermeulen     | 3M                          | z.t.     |
| 20      | Silvia Giorni       | Area Zero                   | z.t.     |

Etappewedstrijden

 Ster van Bessèges ·
 Ronde van de Middellandse Zee ·
 Ruta del Sol ·
 Ronde van de Algarve ·
 Ronde van de Haut-Var ·
 Driedaagse van West-Vlaanderen ·
 Internationale Wielerweek ·
 Internationaal Wegcriterium ·
 Driedaagse van De Panne-Koksijde ·
 Ronde van de Sarthe ·
 Ronde van Trentino ·
 Ronde van Turkije ·
 Vierdaagse van Duinkerke ·
 Ronde van Azerbeidzjan ·
 Szlakiem Grodów Piastowskich ·
 Ronde van Castilië en León ·
 Ronde van Picardië ·
 Ronde van Noorwegen ·
 World Ports Classic ·
 Ronde van Beieren ·
 Ronde van België ·
 Tour des Fjords ·
 Ronde van Estland ·
 Ronde van Luxemburg ·
 Boucles de la Mayenne ·
 Ster ZLM Toer ·
 Ronde van Slovenië ·
 Route du Sud ·
 Ronde van Oostenrijk ·
 Sibiu Cycling Tour ·
 Ronde van Wallonië ·
 Ronde van Portugal ·
 Ronde van Denemarken ·
 Ronde van de Ain ·
 Ronde van Burgos ·
 Arctic Race of Norway ·
 Ronde van de Limousin ·
 Ronde van Poitou-Charentes ·
 Ronde van Groot-Brittannië ·
 Ronde van Gévaudan Languedoc-Roussillon ·
 Eurométropole Tour
Eendaagse wedstrijden

 GP La Marseillaise ·
 Grote Prijs van de Etruskische Kust ·
 Trofeo Palma ·
 Trofeo Ses Salines ·
 Trofeo Serra de Tramuntana ·
 Trofeo Platja de Muro ·
 Trofeo Laigueglia ·
 Ronde van Murcia ·
 Omloop Het Nieuwsblad ·
 Classic Sud Ardèche ·
 GP Lugano ·
 Clásica de Almería ·
 Kuurne-Brussel-Kuurne ·
 La Drôme Classic ·
 Le Samyn ·
 GP Città di Camaiore ·
 Strade Bianche ·
 Roma Maxima ·
 Ronde van Drenthe ·
 Dwars door Drenthe ·
 Nokere Koerse ·
 GP Nobili Rubinetterie ·
 Handzame Classic ·
 Classic Loire-Atlantique ·
 Grote Prijs van Cholet-Pays de Loire ·
 Dwars door Vlaanderen ·
 Route Adélie de Vitré ·
 Volta Limburg Classic ·
 Grote Prijs Miguel Indurain ·
 Ronde van La Rioja ·
 Scheldeprijs ·
 GP Cerami ·
 Klasika Primavera ·
 Parijs-Camembert ·
 Brabantse Pijl ·
 GP Denain ·
 Ronde van de Finistère ·
 Tro Bro Léon ·
 Ronde van Keulen ·
 La Roue Tourangelle ·
 Rund um den Finanzplatz Eschborn-Frankfurt ·
 Ronde van de Somme ·
 ProRace Berlin ·
 Grote Prijs van Plumelec ·
 Boucles de l'Aulne ·
 Ronde van Zeeland Seaports ·
 GP Kanton Aargau ·
 Ronde van Limburg ·
 Ronde van de Apennijnen ·
 Halle-Ingooigem ·
 Prueba Villafranca de Ordizia ·
 GP Industria & Artigianato-Larciano ·
 Ronde van Toscane ·
 Circuito de Getxo ·
 Polynormande ·
 RideLondon Classic ·
 GP Stad Zottegem ·
 Arnhem-Veenendaal Classic ·
 Châteauroux Classic de l'Indre ·
 Druivenkoers Overijse ·
 Brussels Cycling Classic ·
 GP Fourmies ·
 Ronde van de Doubs ·
 GP Jef Scherens ·
 Coppa Bernocchi ·
 GP van Wallonië ·
 Coppa Agostoni ·
 Ronde van de Drie Valleien ·
 Kampioenschap van Vlaanderen ·
 Grote Prijs Impanis-Van Petegem ·
 Memorial Marco Pantani ·
 GP Industria & Commercio di Prato ·
 GP van Isbergues ·
 Omloop van het Houtland ·
 Duo Normand ·
 Milaan-Turijn ·
 Ronde van het Münsterland ·
 Ronde van de Vendée ·
 Memorial Frank Vandenbroucke ·
 Coppa Sabatini ·
 Parijs-Bourges ·
 Ronde van Emilia ·
 Parijs-Tours ·
 GP Beghelli ·
 Nationale Sluitingsprijs ·
 Chrono des Nations